# Saint-Georges-sur-Eure

Saint-Georges-sur-Eure este o comună în departamentul Eure-et-Loir, Franța. În 1 ianuarie 2022 avea o populație de 2.728 de locuitori.